# Gardner (Dakota del Norte)
Gardner es una ciudad ubicada en el condado de Cass en el estado estadounidense de Dakota del Norte. En el censo de 2010 tenía una población de 74 habitantes y una densidad poblacional de 57,49 personas por km².

## Geografía
Gardner se encuentra ubicada en las coordenadas 47°8′40″N 96°58′7″O / 47.14444, -96.96861. Según la Oficina del Censo de los Estados Unidos, Gardner tiene una superficie total de 1.29 km², de la cual 1.29 km² corresponden a tierra firme y (0%) 0 km² es agua.

## Demografía
Según el censo de 2010, había 74 personas residiendo en Gardner. La densidad de población era de 57,49 hab./km². De los 74 habitantes, Gardner estaba compuesto por el 100% blancos, el 0% eran afroamericanos, el 0% eran amerindios, el 0% eran asiáticos, el 0% eran isleños del Pacífico, el 0% eran de otras razas y el 0% pertenecían a dos o más razas. Del total de la población el 2.7% eran hispanos o latinos de cualquier raza.